# Tel Aviv v plamenech
Tel Aviv v plamenech (hebrejsky ‏תל אביב בוערת) je koprodukční hraný film z roku 2018, který režíroval Sameh Zoabi podle vlastního scénáře. Film zachycuje neobvyklou formou izraelsko-palestinský konflikt. Snímek měl světovou premiéru na Mezinárodním filmovém festivalu v Benátkách 2. září 2018. V ČR byl uveden v roce 2018 na filmovém festivalu Febiofest.

## Děj
Salam bydlí v Jeruzalémě a právě začal pracovat u svého strýce v Rámaláhu jako pomocník ve filmovém štábu. Salam tak musí každý den projíždět izraelskou kontrolou. Jeho strýc natáčí palestinskou telenovelu odehrávající se v předvečer šestidenní války. Hlavní postavou je špiónka, která svede izraelského generála, aby získala vojenské plány pro Palestince. Salam se při kontrole dostane do sporu s vojáky a skončí u velitele Assiho. Ten, když zjistí, že Salam pracuje pro filmový štáb, začne Salamovi radit, jak by měla vypadat zápletka dalších dílů. Salam je díky jeho nápadům jmenován scenáristou. Postupem času se však dostává do střetu mezi nápady Assiho, který chce více romantiky, a nápady štábu, který vyžaduje reálnější zakončení seriálu. 

## Obsazení
| Kais Nashif      | Salam  |
| Lubna Azabal     | Tala   |
| Yaniv Biton      | Assi   |
| Maisa Abd Elhadi | Mariam |
| Nadim Sawalha    | Bassam |
| Salim Dau        | Atef   |
| Yousef Sweid     | Jehuda |
| Amer Hlehel      | Nabil  |
| Laëtitia Eïdo    | Maisa  |
| Ashraf Farah     | Marwan |
| Ula Tabari       | Sarah  |